# Мохамед Аль-Ромаїхі
Мохамед Саад Марзук Аль-Ромаїхі (араб. محمد سعد الرميحي; нар. 9 вересня 1990, Бахрейн) — бахрейнський футболіст, нападник клубу «Манама».

## Кар'єра
За свою кар'єру виступав за такі клуби, як: «Бахрейн», «Іст Ріффа», «Хідд» та «Ар-Ріфа». З «Хіддом» у сезоні 2015/16 став національним чемпіоном, а сам Мохамед з 17 голами став найкращим бомбардиром турніру та найкращим гравцем.
З початку 2018 року захищає кольори команди Манама з однойменного міста.

## Збірна
За збірну Бахрейну дебютував 24 березня 2016 року в матчі відбору до чемпіонату світу 2018 року проти Ємену. У своєму першому матчі відзначився голом у компенсований час, встановивши остаточний рахунок матчу 3:0.
У 2019 році включений до складу збірної на кубок Азії в ОАЕ, де забив перший гол турніру у ворота господарів.

## Досягнення
- Чемпіон Бахрейну: 2015-16, 2021-22
- Володар Суперкубка Бахрейну: 2015, 2016
- Переможець Чемпіонату Західної Азії: 2019

### Індивідуальні
- Найкращий гравець бахрейнської Прем'єр-ліги: 2015-16[4]
- Найкращий бомбардир бахрейнської Прем'єр-ліги: 2015-16 (17 голів)